# Wahid Dona
Wahid Dona – australijski aktor telewizyjny i filmowy.

## Kariera
Jego pierwszą rolą był drobny epizod, w roku 1996 w serialu Szczury wodne. Na dużym ekranie zadebiutował w 1997 roku w filmie Dzięki Bogu spotkał Lizzie. Zagrał w kilku popularnych w Australii serialach: Porachunki, Cena życia, Policjanci z Mt. Thomas.

## Filmografia
Filmy 
- 1997: Dzięki Bogu spotkał Lizzie jako Angelo
- 1998: Never Tell Me Never jako porządkowy
- 2002: BlackJack jako lekarz
- 2005: Grange jako Pete

 Seriale 
- 1996: Szczury wodne jako Alex Kaldas
- 1996: Policjanci z Mt. Thomas Escape Route jako Paolo Rodriguez
- 1997: Fallen Angels jako John Malouf
- 1998: Wildside jako Kiram
- 1999-2000: Ucieczka w kosmos jako Tauvo Crais
- 2003: Grass Roots jako Rory Crane
- 2003: Policjanci z Mt. Thomas jako Marco Fiorelli
- 2004: Stingers jako Wassim Denaoui
- 1999-2009: Cena życia jako Dale Cox/Ahmed Aziz
- 2005: Porachunki jako Nick Paltos
- 2009 My Place jako Omar